# Pulvergas
Pulvergas, auch Pulverdampf, bezeichnet ein Gasgemisch, das bei der Verbrennung von Schießpulver mit oder ohne Druck entsteht.
Pulvergas kann in Feuerwaffen, in Explosionsskörpern oder bei offener Verbrennung entstehen. Der Begriff wurde in militärwissenschaftlicher Literatur des 19. Jahrhunderts und später umgangssprachlich genutzt. In der Forensik des 21. Jahrhunderts werden diese Gase und andere Verbrennungsrückstände als Schmauch bezeichnet. Die Zusammensetzung von Pulvergasen kann entsprechend den Ausgangsstoffen von Treibladungen sehr unterschiedlich sein. Bei der Verbrennung entstehen heiße Gase, die einen Teil ihrer Energie über Wärme abgeben. Das Gasgemisch enthält zumeist CO2, CO, H2O, N2, H2 sowie Spuren weiterer Stoffe.